# Piedmont Buggy Company
Piedmont Buggy Company war ein US-amerikanischer Hersteller von Fahrzeugen.

## Unternehmensgeschichte
Das Unternehmen aus Monroe in North Carolina stellte ursprünglich Kutschen her. 1908 war W. C. Heath Präsident, O. W. Kochtitzky Sekretär und T. J. Paine Generalmanager. Mitte 1908 begann die Produktion von Automobilen. Der Markenname lautete Piedmont. Noch im gleichen Jahr endete die Produktion von Kraftfahrzeugen nach nur wenigen hergestellten Exemplaren.
1919 wurde das Unternehmen aufgelöst.
Es gab keine Verbindung zur Piedmont Motor Car Company, die den gleichen Markennamen verwendete.

## Kraftfahrzeuge
Im Angebot stand nur ein Modell. Es wurde als Motorbuggy bezeichnet. Ein luftgekühlter Motor mit 10 PS Leistung trieb die Fahrzeuge an. Auffallend waren die Vollgummireifen. Das Leergewicht war mit rund 363 kg angegeben.